# Martin Lippens
Martin Lippens (Anderlecht, 8 oktober 1934 - aldaar, 2 november 2016) was een Belgische voetballer. Hij speelde in zijn carrière slechts voor één club: RSC Anderlecht. Na zijn loopbaan als voetballer ging hij aan de slag als coach. Hij trainde één seizoen VW Hamme en werd dan jeugdtrainer bij Anderlecht. Na enkele jaren als jeugdcoach werd hij assistent-trainer van het A-elftal. In 1989 werd hij als hulptrainer opgevolgd door Jean Dockx. Hij speelde ook 33 keer voor het Belgisch voetbalelftal.

## Speler
Martin Lippens werd geboren op 8 oktober 1934 en begon op jonge leeftijd bij RSC Anderlecht te voetballen. Lippens was een middenvelder en maakte in 1954 zijn debuut in het A-elftal. Die belangrijke overstap naar het hoogste niveau maakte hij samen met generatiegenoten Jef Jurion en Pierre Hanon. Zijn eerste wedstrijd was tegen KRC Mechelen. Geen geweldig debuut want Lippens flaterde enorm waardoor Anderlecht een punt verloor. Lippens was erg aangedaan door zijn fout, maar zette zich er gauw overheen en ontpopte zich tot een belangrijke pion binnen het team.
Bij RSC Anderlecht was op dat moment Bill Gormlie hoofdtrainer. Gormlie was een Engelsman die de ploeg op een Britse manier liet voetballen. Lippens vormde een belangrijke schakel op het middenveld aan de zijde van Jef Jurion. Lippens was geen technische voetballer, maar moest eerder rekenen op zijn positiespel. Later werd hij dan ook meer gebruikt als centrale verdediger.
In 1960 werd Gormlie vervangen door Pierre Sinibaldi. Maar ook binnen het elftal waren er heel wat verschuivingen. Een generatie, gekenmerkt door grote namen zoals onder meer Jef Mermans, Marcel De Corte en Jeng Van den Bosch, was definitief verdwenen. Lippens werd een ancien in een elftal dat verder bestond uit jonge talenten zoals o.a. Paul Van Himst, Johan Devrindt, Jan Mulder en Wilfried Puis.
In 1964 moest Anderlecht Europees voetbal spelen tegen Bologna FC. De score was na twee wedstrijden 2-2 en dus volgde er een derde wedstrijd in een neutrale stadion: Camp Nou. Die wedstrijd eindigde op 0-0 en dus werd er besloten op via een muntstuk te bepalen wie naar de volgende ronde mocht. Als aanvoerder moest Lippens kiezen tussen kop of munt. Bij de eerste worp viel het muntstuk rechtop in het gras en dus werd de spanning nog groter toen er nog een tweede keer moest geworpen worden. Uiteindelijk won Anderlecht de toss en plaatste het zich voor de volgende ronde.
In 1966 stopte Lippens met voetballen op het hoogste niveau. Hij speelde 12 seizoenen voor Anderlecht. Hij was de eerste speler van Anderlecht die van de club een afscheidswedstrijd kreeg. Hij speelde ook 33 keer voor de Rode Duivels.

## Trainer
Na zijn carrière als voetballer ging Lippens voor een periode van één seizoen aan de slag als coach bij VW Hamme. Na dat ene seizoen werd hij jeugdtrainer bij RSC Anderlecht. Zo werkte hij zich op als assistent-coach van het A-elftal. Als hulptrainer maakte hij de Europese successen van Anderlecht mee in 1976, 1978 en 1983. Hij werkte samen met verscheidene trainers, waaronder Raymond Goethals, Georges Leekens, Paul Van Himst en Arie Haan.
In 1989 werd Raymond Goethals bij Anderlecht vervangen door de Nederlander Aad de Mos. Goethals ging vervolgens aan de slag bij het Franse Girondins de Bordeaux. Lippens volgde Goethals en werd ook in Bordeaux zijn assistent. Bij RSC Anderlecht werd Martin Lippens opgevolgd door Jean Dockx. In 1992 was Lippens nog een seizoen hoofdtrainer bij Sint-Truiden en in 1994 was hij nog een half seizoen trainer van RWDM.

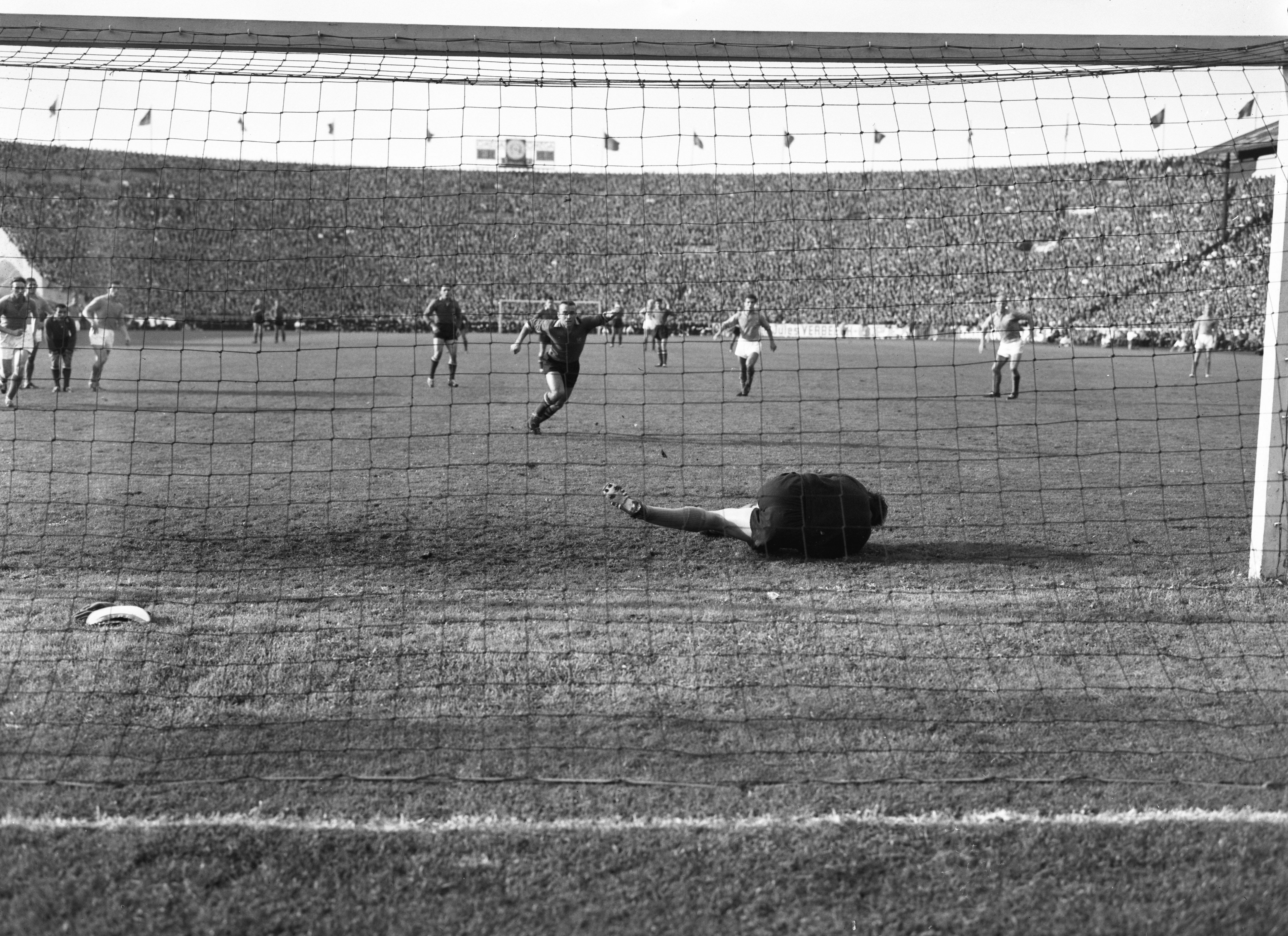
Lippens mist een strafschop in 1960
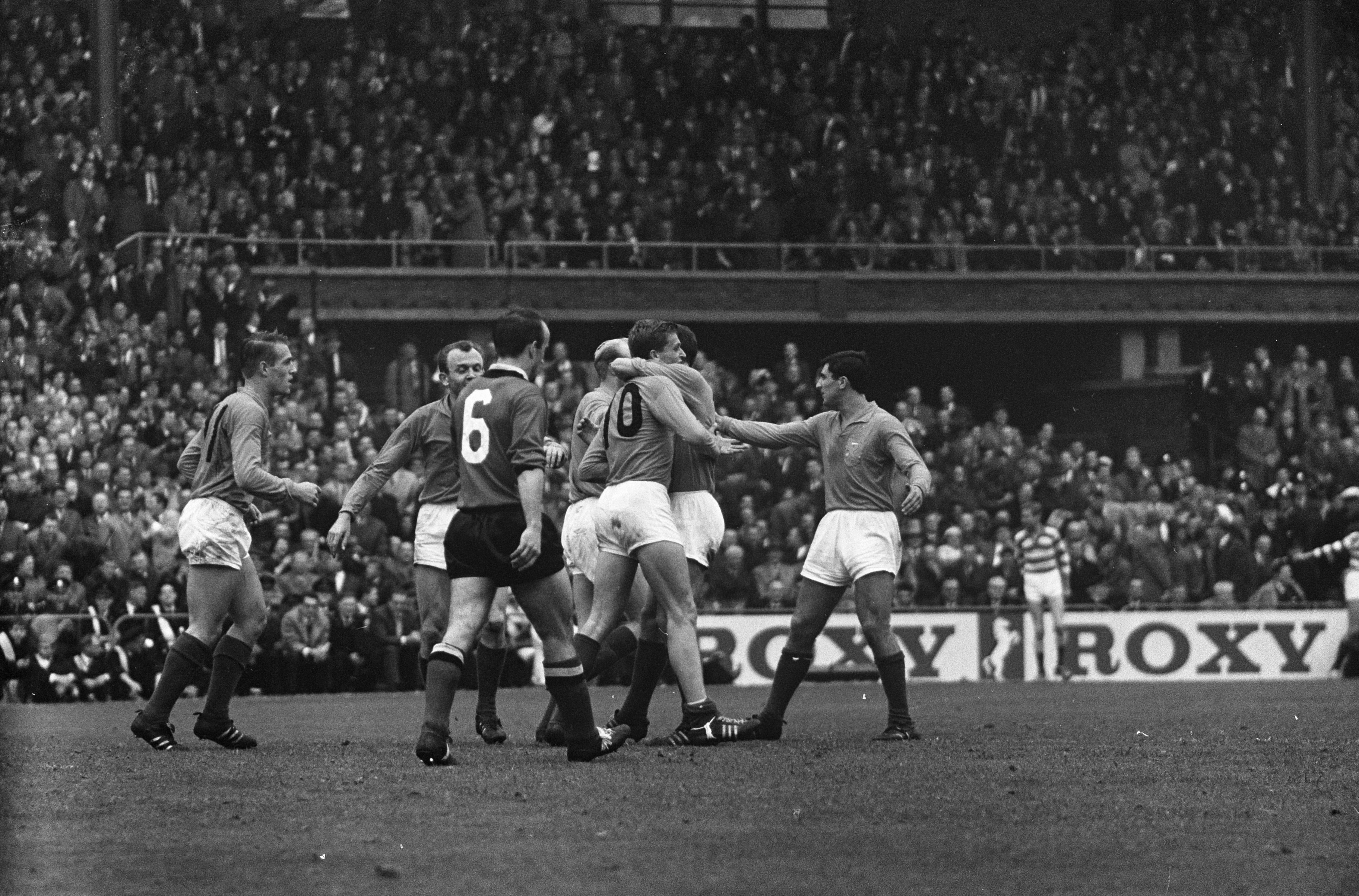
Lippens met no. 6 op zijn rug tegen het Nederlands elftal in 1963